# Смуде
Смуде (хорв. Smude) — населений пункт у Хорватії, в Вировитицько-Подравській жупанії у складі громади Вочин.

## Населення
Населення за даними перепису 2011 року становило 15 осіб.
Динаміка чисельності населення поселення:

## Клімат
Середня річна температура становить 10,72 °C, середня максимальна – 24,64 °C, а середня мінімальна – -5,40 °C. Середня річна кількість опадів – 817 мм.
| Клімат поселення                              | Клімат поселення | Клімат поселення | Клімат поселення | Клімат поселення | Клімат поселення | Клімат поселення | Клімат поселення | Клімат поселення | Клімат поселення | Клімат поселення | Клімат поселення | Клімат поселення | Клімат поселення |
| Показник                                      | Січ.             | Лют.             | Бер.             | Квіт.            | Трав.            | Черв.            | Лип.             | Серп.            | Вер.             | Жовт.            | Лист.            | Груд.            |                  |
| Середній максимум, °C                         | 6,96             | 8,38             | 12,80            | 16,57            | 21,54            | 24,64            | 23,80            | 23,18            | 19,28            | 14,74            | 9,13             | 4,97             |                  |
| Середня температура, °C                       | 0,77             | 2,20             | 6,63             | 10,40            | 15,34            | 18,46            | 20,42            | 19,80            | 15,89            | 11,36            | 5,74             | 1,58             |                  |
| Середній мінімум, °C                          | −5,4             | −3,97            | 0,43             | 4,22             | 9,18             | 12,28            | 17,03            | 16,40            | 12,50            | 7,97             | 2,35             | −1,8             |                  |
| Норма опадів, мм                              | 50               | 45               | 52               | 66               | 78               | 97               | 76               | 79               | 65               | 70               | 78               | 61               |                  |
| Середньомісячна швидкість вітру, м/с          | 2.17             | 2.43             | 2.71             | 2.61             | 2.36             | 2.14             | 2.10             | 1.92             | 1.97             | 2.04             | 2.16             | 2.23             |                  |
| Середньомісячна сонячна радіація, кДж/м²·день | 4220             | 6983             | 10813            | 15176            | 19230            | 21368            | 22085            | 19817            | 14696            | 9151             | 4814             | 3577             |                  |
| --------------------------------------------- | ---------------- | ---------------- | ---------------- | ---------------- | ---------------- | ---------------- | ---------------- | ---------------- | ---------------- | ---------------- | ---------------- | ---------------- | ---------------- |
| Джерело:                                      |                  |                  |                  |                  |                  |                  |                  |                  |                  |                  |                  |                  |                  |